# مستودع الأمم المتحدة للاستجابة الإنسانية
مستودع الأمم المتحدة للاستجابة الإنسانية هو شبكة دولية يشمل ست محاور للدعم الإنساني يقع استراتيجيا في جميع أنحاء العالم، ويوفر حلولا لسلسلة من الإمدادات للمجتمع الإنساني الدولي. وتقع المراكز المحورية في برينديزي بإيطاليا، ودبي بالإمارات العربية المتحدة، وأكرا بغانا، ومدينة بنما ببنما، وكوالالمبور بماليزيا، ولاس بالماس باسبانيا.
يديرها برنامج الأغذية العالمي ويخدم حاليا 86 شريكا، مثل منظمات الأمم المتحدة والوكالات الحكومية والمنظمات غير الحكومية. فهو يمكن هؤلاء الشركاء من مساعدة الأشخاص المتضررين من الكوارث الطبيعية وغيرها من حالات الطوارئ المعقدة عن طريق التمركز المسبق لمواد الإغاثة الحيوية والسماح بإرسالها بسرعة إلى المناطق الحرجة. الإضافة إلى تقدم الشبكة خدمات ومعارف تتيح لمختلف الشركاء في المجال الإنساني الاضطلاع بمهامهم بسرعة وفعالية.

## الخلفية
يعود تاريخ شبكة الأمم المتحدة للاستجابة الإنسانية إلى مبادرة الحكومة الإيطالية في منتصف الثمانينيات من القرن الماضي من خلال وضع مواد إغاثة مسبقة ومعدات دعم للعمليات الإنسانية في مرافق مطارها العسكري. وتوسيع نطاق نجاح هذه الطريقة وتصور شبكة عالمية، حوّل برنامج الأغذية العالمي المستودع الإنساني إلى مركز لوجستي التأهب والاستجابة لحالات الطوارئ. وتمشيا مع إصلاحات الأمم المتحدة من أجل نظام تنسيقي أفضل تنسيقا وهياكل إنسانية أكثر فعالية، يعزز مكتب الأمم المتحدة للإعمار من كفاءة وفعالية المساعدة الإنسانية، مع ولاية محددة تتمثل في "مساعدة السكان الذين يعيشون في البلدان المتضررة من الكوارث الطبيعية أو حالات الطوارئ الصعبة، من خلال وضع مواد الإغاثة والبقاء وتسريحها السريع للبلدان المتضررة

## تاريخيا
افتتح مستودع الأمم المتحدة الأصلي لحقوق الإنسان في برينديزي في عام 2000 ليحل محل مستودع إمدادات الأمم المتحدة في بيزا، ثم يديره مكتب تنسيق الشؤون الإنسانية. بناء على قرار اللجنة الدائمة المشتركة بين الوكالات (IASC)، تم نقل ولاية توفير خدمات تخزين وتسريح سريعة ويمكن الوصول إليها إلى شركاء داخل وخارج الأمم المتحدة من مكتب تنسيق الشؤون الإنسانية إلى برنامج الأغذية العالمي. وفي وقت لاحق، تم نقل المركز إلى المطار العسكري في برينديزي في محاولة لإنشاء منصة لوجستية جديدة وقوية متاحة لجميع الشركاء «كمورد مشترك».
في عام 2006، استنادا إلى متطلباته الخاصة واحتياجات شركائه، بتكرار نموذج برينديزي الناجح بإنشاء المزيد من مرافق الاستجابة للطوارئ في مواقع إستراتيجية في جميع أنحاء العالم، وإنشاء شبكة من المدافعين عن حقوق الإعاقة في أفريقيا والشرق الأوسط وجنوب شرق آسيا وأمريكا اللاتينية. وقد اختير كل موقع من هذه المواقع لتيسير الوصول إلى المطارات والموانئ ونظم الطرق، مما يتيح الوصول إلى مجموعة واسعة من وسائل النقل المتاحة، يسمح بالاستجابة باستمرار لأوقات منخفضة من 24-48 ساعة.